# NewJeans
Le NewJeans (뉴진스?), conosciute anche come NJZ, sono un girl group sudcoreano formatosi a Seul nel 2022 sotto l'etichetta ADOR (sussidiaria di HYBE Corporation) e costituito da cinque membri: Minji, Hanni, Danielle, Haerin e Hyein.
Hanno debuttato il 1º agosto 2022 con l'EP eponimo.

## Storia

### 2019-2022: Formazione del gruppo e attività pre-debutto
Prima di debuttare con le NewJeans, diversi membri del gruppo si dedicavano alla televisione, alla musica e alla danza. Quando Danielle, nata in Australia, viveva in Corea del Sud, era un membro fisso del cast di Rainbow Kindergarten, un programma di varietà trasmesso su TVN fino al 2011. È in seguito apparsa anche nei programmi televisivi Jesse's Play Kitchen e My Heart's Crayon. Hyein ha debuttato come membro del gruppo musicale di bambini U.SSO Girl insieme a Rora delle BabyMonster nel novembre 2017 con il nome d'arte U.Jeong, prima di lasciare il gruppo un anno dopo. Nel dicembre 2020 si è unita al gruppo musicale e collettivo YouTube Play With Me Club formato da PocketTV, e si è diplomata dal gruppo il 3 maggio 2021. La vietnamita-australiana Hanni Pham ha iniziato a esibirsi a Melbourne come membro dell'Aemina Dance Crew, che si occupava di coreografie di gruppi K-pop.
Le preparazioni per il debutto iniziano nel 2019 ed Hybe affida la gestione del gruppo all'ex direttrice artistica della SM Entertainment Min Hee-jin. Quando Min si unì a loro, fu rivelato che sarebbe stata la responsabile creativa di diversi gruppi femminili, esclusa la Big Hit, mentre in seguito sarebbe stata fondata anche un'etichetta separata in cui avrebbe ricoperto il ruolo di produttrice. Da settembre ad ottobre 2019 si svolgono le audizioni e i casting partono all'inizio del 2020. Minji, una tirocinante della Source Music, è apparsa nei video promozionali di queste audizioni. Si sono tenute diverse altre audizioni e in seguito è stato rivelato che Hanni era l'unica tirocinante delle Plus Global Auditions ad unirsi alle NewJeans. Gli altri membri provenivano da background diversi: Danielle era una ex tirocinante della YG Entertainment, che aveva superato un'audizione separata della Source Music nel luglio 2020, mentre Haerin era una tirocinante presso un'altra agenzia ed è stata scelta per strada alla fine del 2019, entrando ufficialmente a far parte della Source all'inizio del 2020. Hanni e Minji sono comparse come guest star nel video musicale del 2021 dei BTS per Permission to Dance.
Il gruppo avrebbe dovuto pubblicare il primo singolo nel 2020, ma il debutto viene rimandato a causa della pandemia di COVID-19. Alla fine del 2021 è stato annunciato che il progetto sarebbe stato trasferito alla neonata etichetta indipendente di Hybe, ADOR, dopo che Min era stata nominata CEO dell'etichetta. Vengono aperte delle nuove audizioni a dicembre 2021, che si concludono un mese dopo; i membri vengono selezionati solo a marzo 2022.

### 2022-2023: Introduzione, debutto e collaborazioni

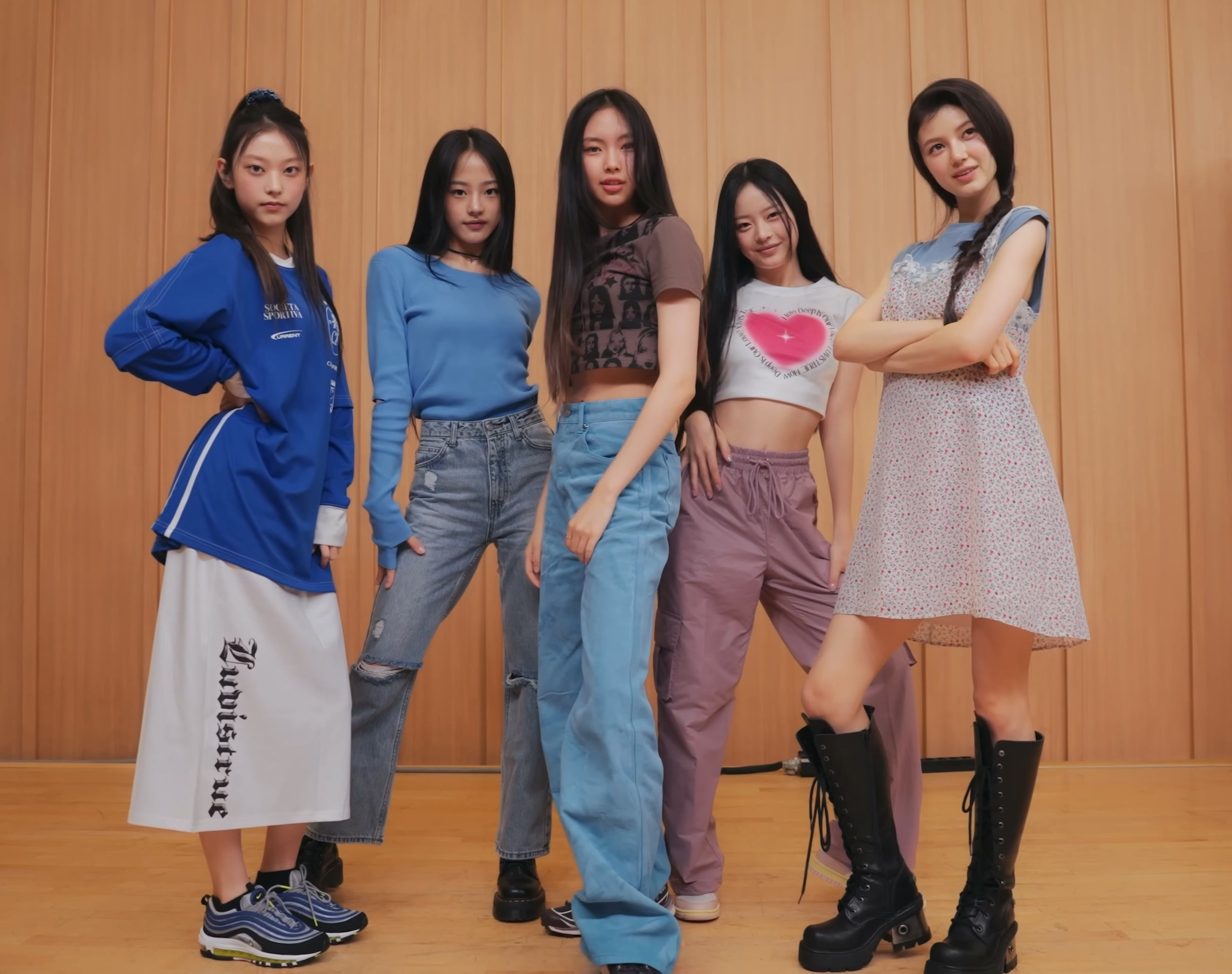
Le NewJeans ad agosto 2022

Il 1º luglio 2022 esce il primo teaser che annuncia il gruppo. Il 22 luglio viene distribuito il video musicale di Attention, senza dare nessuna informazione sulle ragazze. Questa mossa è stata descritta da Billboard come "rischiosa ma allo stesso tempo stimolante", accreditando il grande successo ricevuto al fatto che in questo modo "si viene ad enfatizzare la musica più di qualsiasi altra cosa". Successivamente viene annunciato il primo EP New Jeans. Il 23 luglio vengono pubblicate quattro versioni del video musicale del nuovo pezzo Hype Boy, uno per membro (ad eccezione di quello dal punto di vista sia di Danielle che di Haerin).
Il brano segna un nuovo record: è la canzone di un gruppo femminile K-pop più longeva nella Billboard Global 200, restando in classifica per 35 settimane. Due giorni dopo viene pubblicato il video per Hurt. Il 1º agosto l'EP viene distribuito sulle piattaforme digitali insieme al video musicale di Cookie. Pitchfork ha descritto New Jeans come una raccolta elegante e raffinata di R&B ispirato agli anni '90 e '00. Tuttavia, Cookie è stato criticato da alcuni recensori, che hanno ritenuto che il testo contenesse allusioni sessuali. L'ADOR ha negato l'accusa e ha affermato che il testo si riferisse "all'idea abbinata di masterizzare CD e cuocere biscotti, che condividono lo stesso verbo concettuale in coreano". La versione fisica viene invece distribuita l'8 agosto, vendendo 1 milione di copie e diventando l'album di debutto più venduto da un gruppo K-pop in Corea del Sud. Il gruppo appare fa il suo esordio televisivo a M Countdown il 4 agosto, dove si esibisce con Attention, Hype Boy e Cookie. Alla fine dell'anno hanno vinto premi come esordienti ai Melon Music Awards, ai Golden Disc Awards, ai Korean Music Awards, ai Seoul Music Awards, agli Asia Artist Awards e ai Fact Music Awards.
Il 19 dicembre 2022 è stato pubblicato Ditto, singolo che preannuncia il loro single album OMG. Il brano rimane in testa alle classifiche coreane per 13 settimane ed è stata la prima canzone a raggiungere questo risultato nella classifica Circle Digital Chart. Con Ditto entrano anche per la prima volta nella Billboard Hot 100 in posizione 82 (diventando il quinto gruppo K-pop ad entrare in classifica) e nella UK Singles Chart, raggiungendo la 96ª posizione. OMG viene pubblicato il 2 gennaio 2023 debuttando direttamente sul podio della Circle Album Chart e vendendo 1 milione di copie poco prima che il loro primo EP faccia gli stessi numeri. La canzone omonima contenuta in OMG diventa virale su TikTok e arriva in posizione 74 sulla Billboard Hot 100, divenendo di fatto la canzone più ascoltata del gruppo su Spotify. OMG ha vinto il premio come miglior canzone alla 33a edizione dei Seoul Music Awards.

### 2023-2024:Get Upe debutto giapponese

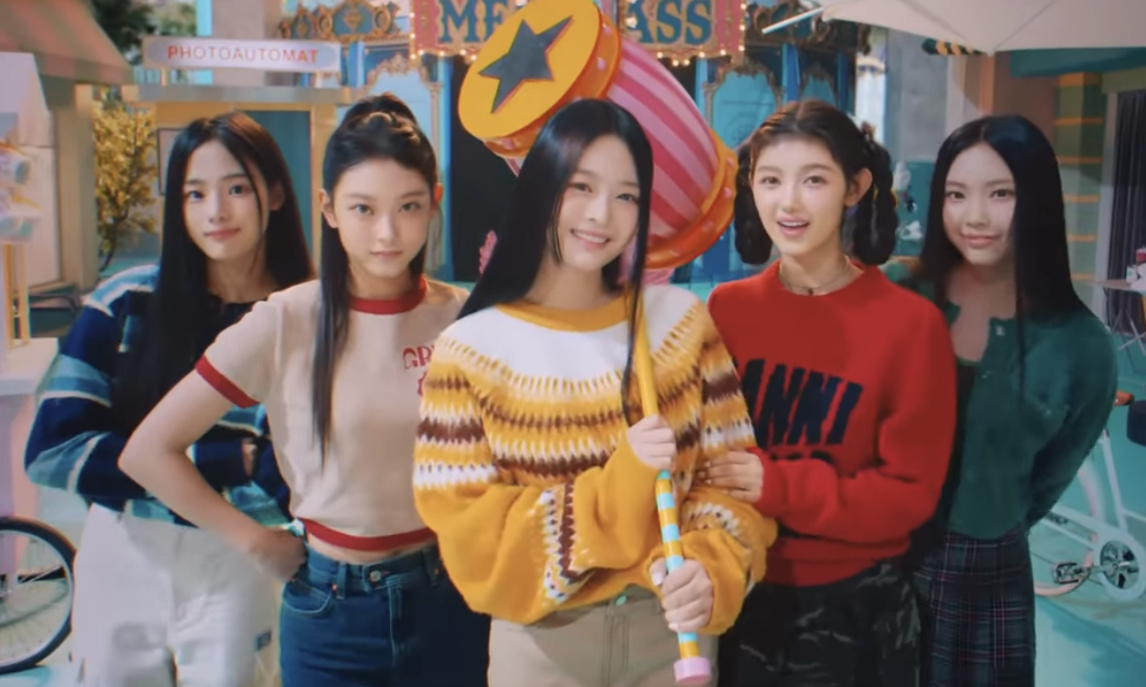
Le NewJeans a novembre 2022.

Nel luglio 2023, le NewJeans hanno tenuto il loro primo fan meeting tutto esaurito, intitolato Bunnies Camp, presso l'SK Olympic Handball Gymnasium di Seul. Il 21 luglio 2023 hanno pubblicato l'EP Get Up. Get Up è diventata il primo EP del gruppo ad arrivare al primo posto nella Billboard 200, rendendo le NewJeans il secondo gruppo femminile K-pop a raggiungere la vetta della classifica dopo le Blackpink. Il singolo estratto Super Shy arriva in vetta alla classifica coreana e in altre su scala internazionale. Nello stesso periodo, Billboard che le pone in prima posizione nella classifica dei nuovi artisti emergenti. L'EP raggiunge nuovamente il milione di vendite e contiene collaborazioni con marchi quali Apple e Le Superchicche, mentre gli attori Jung Ho-yeon e Tony Leung partecipano alla realizzazione del video Cool with You. Per promuovere l'EP, i NewJeans hanno tenuto spettacoli dal vivo in diversi paesi e hanno collaborato con marchi e celebrità globali. Ad agosto diventano il primo gruppo femminile K-pop ad apparire al festival statunitense Lollapalooza. Nello stesso mese, le NewJeans si esibiscono al Summer Sonic Festival in Giappone.
Ad aprile 2023 il gruppo pubblica Zero, brano realizzato come collaborazione con Coca-Cola. A maggio 2023, sempre in collaborazione con lo stesso marchio, esce Be Who You Are (Real Magic), canzone a cui partecipano anche Jon Batiste, JID e Camilo. A giugno è uscito un remix di Zero con JID. Le NewJeans hanno registrato i brani Beautiful Restriction e Our Night Is More Beautiful Than Your Day rispettivamente per le colonne sonore delle serie televisive in streaming A Time Called You (2023) e My Demon (2023-2024). A ottobre, il gruppo ha collaborato con Riot Games per la pubblicazione del brano Gods, utilizzato come sigla  ufficiale del campionato mondiale di League of Legends del 2023. Nel dicembre 2023, le NewJeans pubblicarono il loro primo album di remix, NJWMX, contenente brani di New Jeans e OMG remixati dai produttori sudcoreani 250 e FRNK. Alla fine dell'anno sono diventate il primo gruppo femminile K-pop a esibirsi al Dick Clark's New Year's Rockin' Eve.

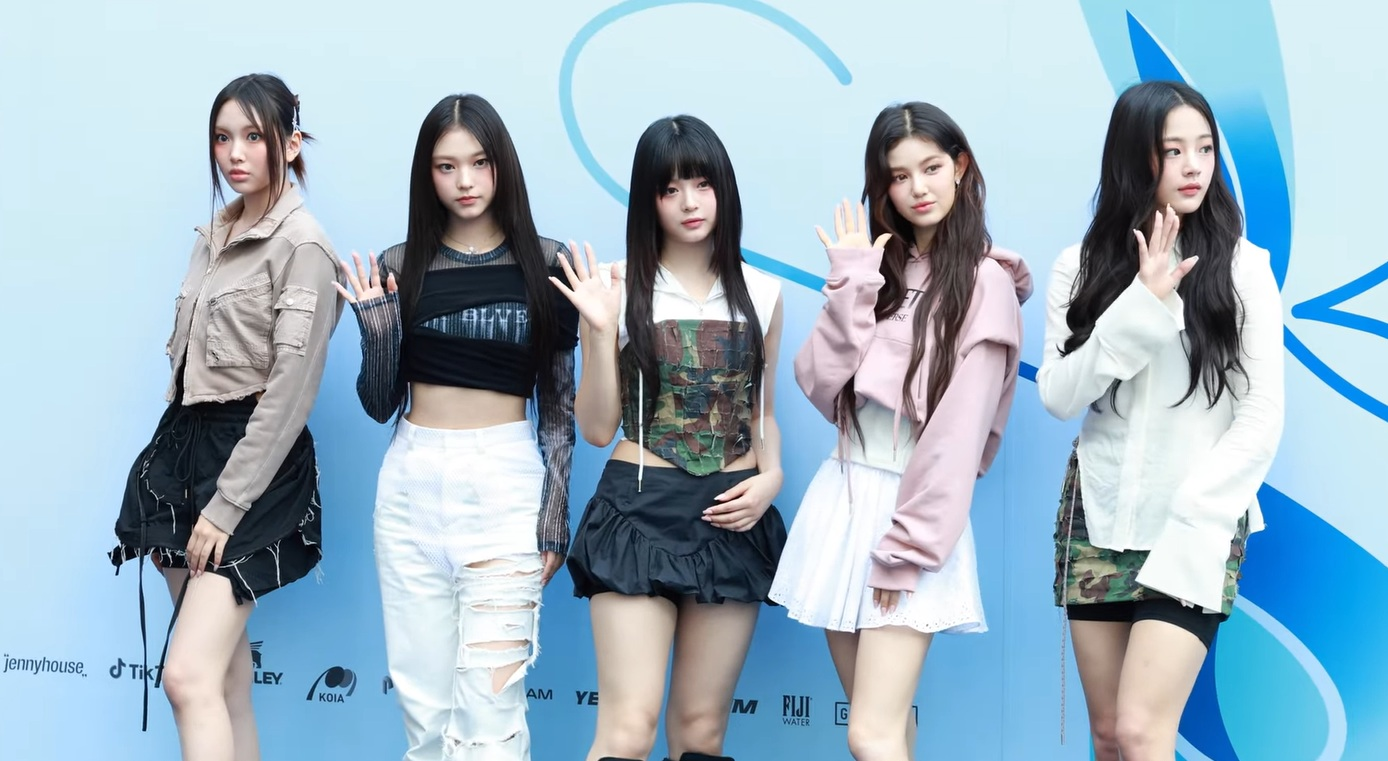
Le NewJeans nel settembre 2023

Diverse riviste hanno inserito le NewJeans tra gli artisti musicali più importanti del 2023, citando il loro successo commerciale e la loro influenza nei settori della musica, della pubblicità e della moda. Hanno venduto 4,39 milioni di copie dell'album, il numero più alto mai registrato da un'artista K-pop in un solo anno, e hanno battuto il Guinness World Record per l'artista K-pop più veloce a raggiungere un miliardo di stream su Spotify. La Federazione Internazionale dell'Industria Fonografica ha classificato le NewJeans all'ottavo posto nella sua lista degli artisti discografici globali dell'anno, rendendolo il secondo gruppo femminile più quotato del 2023. Insieme a Lim Young-woong, il gruppo è arrivato primo nel sondaggio Gallup Korea's Singer of the Year. Ai MAMA Awards, le NewJeans sono diventate il primo gruppo femminile in dodici anni a vincere il premio di Artista dell'anno e il terzo gruppo femminile nella storia a ricevere il premio, dopo le 2NE1 nel 2010 e le Girls' Generation nel 2011. Dopo aver vinto anche il premio di Artista dell'anno ai Melon Music Awards, sono diventate la prime artiste donne a vincere entrambi i premi nello stesso anno. Ai Billboard Women in Music, sono diventate il primo gruppo K-pop a vincere il premio di Gruppo dell'anno. Le NewJeans sono successivamente divenute le prime artiste straniere nella storia a vincere l'Excellent Work Award e ad essere nominate per il Grand Prix con Ditto ai Japan Record Awards.
Nel marzo 2024, le NewJeans hanno annunciato che avrebbero pubblicato due nuovi EP contenenti complessivamente quattro brani: il primo, intitolato How Sweet, viene pubblicato il 24 maggio con il brano Bubble Gum, mentre il secondo, Supernatural, viene pubblicato il 21 giugno insieme al brano Right Now. L'uscita di Supernatural e Right Now ha segnato il debutto ufficiale del gruppo in Giappone, e dopo la sua uscita hanno iniziato il loro primo ciclo di attività promozionali in Giappone, tra cui un fan meeting, intitolato Bunnies Camp 2024 Tokyo Dome, tenutosi nell'omonimo stadio il 26 e 27 giugno. È stato anche annunciato che le NewJeans avevano in programma di pubblicare un album nella seconda metà del 2024; tuttavia i piani per l'album sono stati successivamente interrotti. Il 16 novembre seguente, le NewJeans hanno vinto il Grand Artist Award alla prima edizione dei Korea Grand Music Awards.

### 2024-presente: conflitto con la Hybe, cambio nome e pausa
Nell'aprile 2024 è scoppiata una controversia tra gli alti dirigenti della Hybe Corporation e il CEO delle NewJeans, Min Hee-jin. I dirigenti della Hybe hanno affermato che Min aveva complottato per ottenere la piena proprietà del gruppo, mentre Min ha accusato la Hybe di sottoporre le NewJeans a una concorrenza sleale da parte delle altre girl band della società. La controversia ha portato alle dimissioni di Min dalla carica di amministratore delegato di ADOR il 27 agosto.

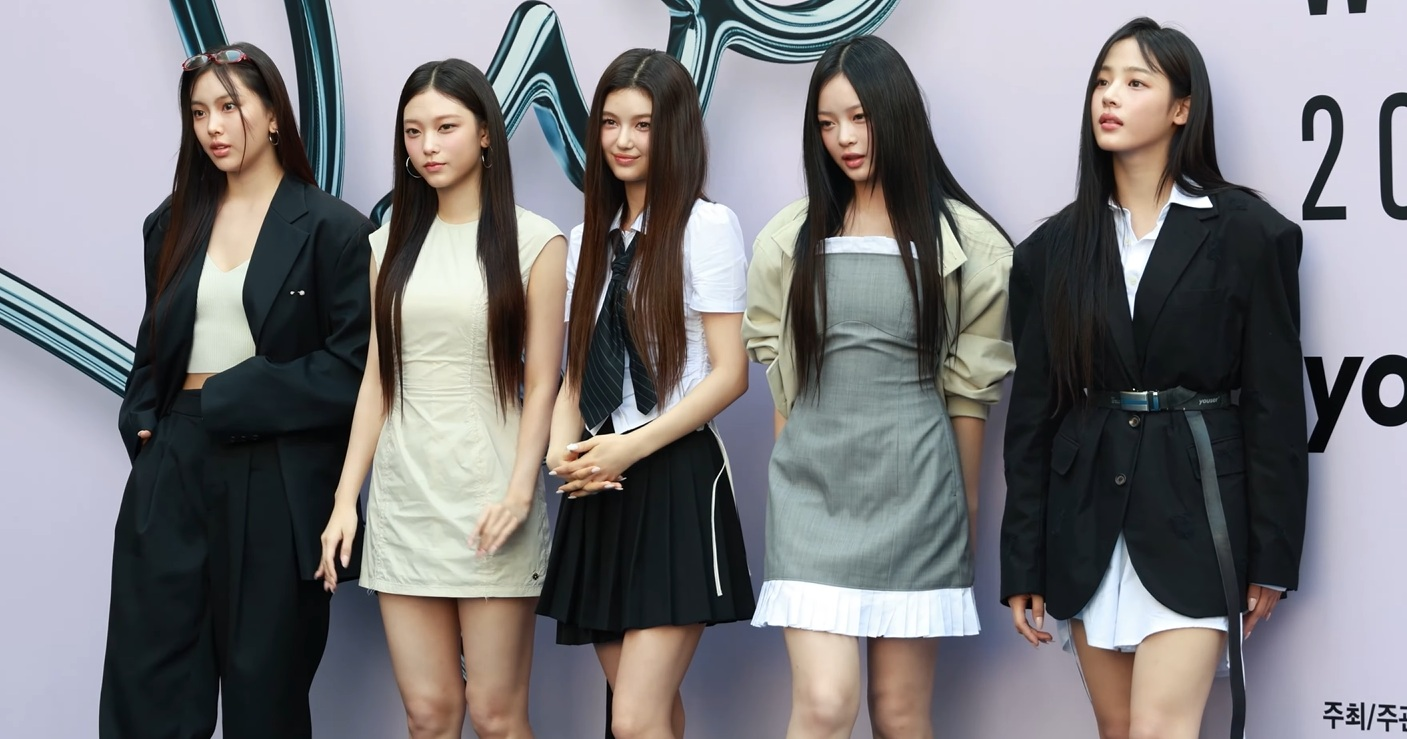
Le NewJeans nel settembre 2024

Durante tutta la disputa, i membri delle NewJeans hanno pubblicamente sostenuto Min, anche attraverso una diretta streaming a sorpresa su YouTube l'11 settembre, durante la quale hanno espresso la propria sfiducia nei confronti della gestione della Hybe e hanno descritto in dettaglio questioni quali molestie sul posto di lavoro, divulgazione di informazioni private e cancellazione di contenuti precedentemente pubblicati. Hanno poi concluso la trasmissione dando al presidente della Hybe, Bang Si-hyuk, un ultimatum per reintegrare Min entro il 25 settembre. Jon Caramanica del New York Times ha descritto il conflitto come una controversia sindacale significativa e rara nel mondo del K-pop, definendola una delle più importanti degli ultimi anni. Il 25 settembre, la Hybe ha respinto l'ultimatum delle NewJeans di reintegrare Min, citando una politica aziendale che separa la gestione dalla produzione, ma ha comunque confermato che Min sarebbe rimasta la produttrice del gruppo. Nonostante il conflitto, Min ha ribadito il suo impegno nei confronti dei progetti futuri delle NewJeans in un'intervista su TV Asahi, affermando di avere un piano per superare le difficoltà.
Il 15 ottobre, Hanni ha testimoniato come testimone di riferimento davanti alla Commissione Ambiente e Lavoro dell'Assemblea Nazionale, che stava conducendo un'indagine incentrata sulle molestie sul posto di lavoro e sulla protezione degli artisti nell'industria dell'intrattenimento. Hanni ha accusato la Hybe e i dirigenti senior di aver danneggiato le NewJeans e ha descritto la discriminazione subita dal suo gruppo. Anche il nuovo CEO di ADOR, Kim Joo-young, ha testimoniato e si è impegnato a collaborare con l'indagine. Il caso è stato successivamente archiviato dall'agenzia governativa, sostenendo che i membri dei gruppi K-pop non sono classificati come lavoratori e non hanno diritto ai diritti dei lavoratori.

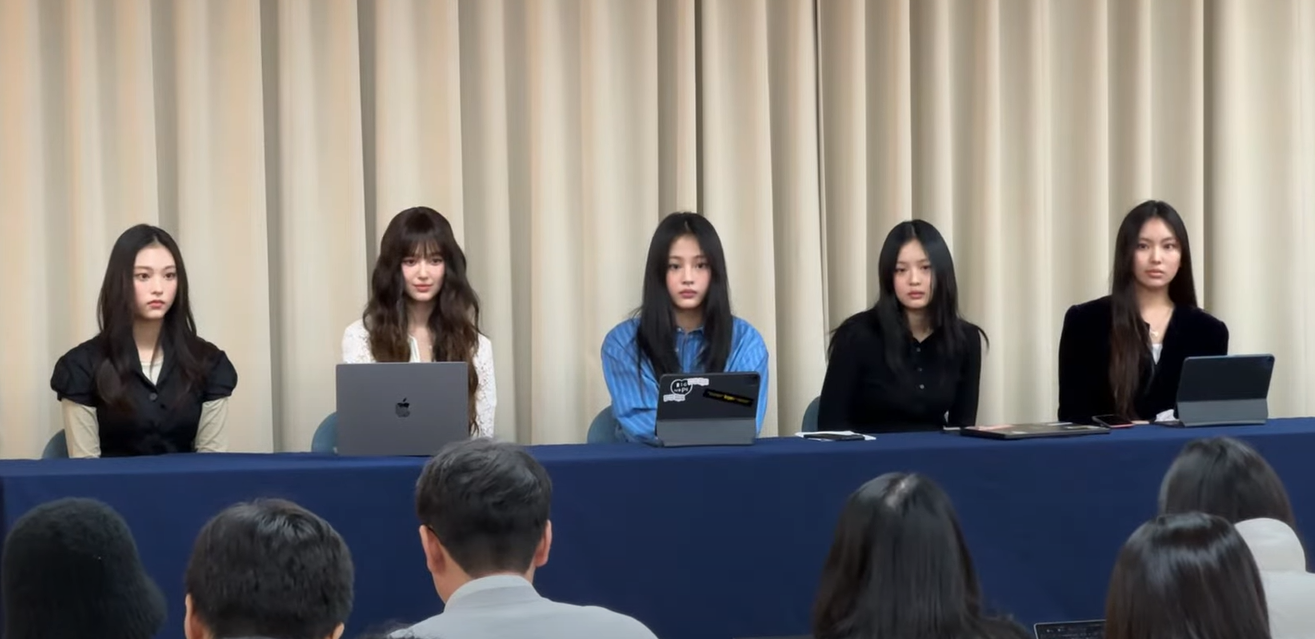
Le NewJeans durante una conferenza stampa, 28 novembre 2024

Il 13 novembre, Yonhap News ha riferito che i membri delle NewJeans avevano inviato una lettera ad ADOR minacciando di rescindere il loro contratto esclusivo se le gravi violazioni non fossero state sanate entro 14 giorni. Questa azione è seguita alla fuga di notizie di un documento interno che suggeriva l'intenzione di Hybe di abbandonare le NewJeans e al rifiuto della loro richiesta di reintegrare Min come CEO di ADOR. Il 28 novembre 2024, i cinque membri hanno annunciato la risoluzione del loro contratto esclusivo con ADOR, citando violazioni di varie clausole tra cui la tutela degli artisti. Il giorno seguente i membri si sono impegnati a proseguire le loro attività in modo indipendente e a lottare per i diritti sul nome del gruppo. L'etichetta ha tuttavia confutato le loro dichiarazioni e ha dichiarato che i membri sarebbero rimasti soggetti a obblighi contrattuali. Gli avvocati dei membri hanno affermato di aver seguito le procedure legali appropriate per la rescissione e che l'ADOR avrebbe potuto intentare una causa per contestarlo. La Korea Management Federation (KMF) e la Korea Entertainment Producers' Association (KEPA) si sono schierate dalla parte della casa discografica, sostenendo che la risoluzione unilaterale dei contratti ha danneggiato i principi e gli investimenti del settore. La KEPA ha definito "infantili" le azioni dei membri, mentre la KMF li ha esortati a ritirare la loro richiesta. Entrambe le federazioni hanno storicamente sostenuto le società di management nelle controversie.
Il 5 dicembre, ADOR ha presentato una petizione al tribunale per confermare la validità del contratto di NewJeans e ha messo in guardia gli altri dal coinvolgimento, ma ha espresso la volontà di dialogare con i membri. In risposta, i membri hanno dichiarato che i loro contratti erano scaduti il 28 novembre e hanno accusato la propria etichetta di molestare i loro collaboratori. Il 14 dicembre, le cinque componenti delle NewJeans hanno lanciato un nuovo account Instagram, "jeanzforfree", separato dall'account ufficiale gestito dall'ADOR. Il loro primo post ha condiviso i dettagli sull'offerta di cibo e bevande gratuite ai fan del K-pop che hanno partecipato a una manifestazione a Yeouido, a sostegno dell'impeachment del presidente sudcoreano Yoon Suk-yeol. In seguito, l'ADOR ha minacciato azioni legali in merito al nuovo account.
Il 13 gennaio 2025, l'ADOR ha presentato un'ingiunzione al tribunale distrettuale centrale di Seul per impedire ai membri di firmare autonomamente contratti pubblicitari finché la controversia contrattuale non fosse stata risolta. Il 7 febbraio, il gruppo ha deciso di cambiare nome da NewJeans a NJZ. Sono state anche annunciate come headliner del festival musicale di Hong Kong ComplexCon con questo nuovo nome. Due giorni prima dell'esibizione, l'ADOR ha ottenuto un'ingiunzione preliminare che vietava al gruppo di svolgere attività indipendenti. Tuttavia, il gruppo ha continuato a esibirsi al festival musicale come previsto. Il 23 marzo, durante il loro set, i membri hanno eseguito una nuova canzone intitolata Pit Stop, una serie di cover e hanno annunciato una pausa da tutte le attività future. Il gruppo ha presentato un'obiezione all'ingiunzione e l'udienza è stata fissata per il mese di aprile. Il 16 aprile, la corte ha confermato la decisione a favore dell'ADOR; il gruppo ha presentato ricorso all'Alta Corte di Seul e successivamente ha smesso di utilizzare il nome "NJZ". Il 30 maggio, lo stesso tribunale distrettuale ha ordinato a ciascun membro di pagare all'ADOR una somma di un miliardo di won per ogni attività non autorizzata svolta da quella data in poi. Il 18 giugno, l'Alta Corte ha respinto il ricorso del gruppo e l'etichetta ha rilasciato una dichiarazione nella speranza che i membri tornassero "al luogo a cui appartengono". Alla fine, il gruppo non ha presentato ulteriore ricorso contro la decisione alla Corte Suprema sudcoreana e, pertanto, la sentenza ingiuntiva è stata finalizzata dopo la scadenza del termine per presentare il ricorso.

## Stile musicale
La musica delle NewJeans abbraccia generi come R&B, electropop e hip hop. Lo stile musicale è caratterizzato da ritmi morbidi, sintetizzatori atmosferici e voci dal vivo. Il loro EP di debutto e il primo single album OMG sono prevalentemente di genere pop midtempo e R&B, che evocano la musica tipica degli anni '90 e 2000. In seguito, sono stati fatti paragoni con il sound dei girl group K-pop della fine degli anni '90. I critici musicali hanno anche identificato elementi degli stili elettronici e dance della fine degli anni '90 e della metà degli anni 2000 come l'UK Garage, Baltimore club, Jersey club e moombahton. Con il loro secondo EP Get Up, si sono avventurate maggiormente nella musica dance e club, con una produzione più ritmata che ampliava le precedenti uscite del gruppo, influenzate dall'UK Garage. Nel frattempo, con l'uscita di Supernatural, hanno esplorato il new jack swing e il dance-pop con l'interpolazione di Back of My Mind di 250, una canzone del 2009 della cantante giapponese Manami prodotta da Pharrell Williams. L'Hankook Ilbo ha allineato lo stile delle NewJeans all'estetica "newtro" grazie alla sensibilità retrò; il critico musicale del giornale, Choi Eun-soo, ha definito il loro sound come "easy listening", privo degli abbellimenti EDM "esplosivi" che avevano saturato il mercato. Alcuni critici, come Sheldon Pearce e Joshua Minsoo Kim che scrivono per NPR, hanno descritto la musica delle NewJeans come morbida, contenuta e delicata, in netto contrasto con i suoni "massimalisti" e "aspri e ronzanti" dei loro contemporanei. Laura Snapes di The Guardian ha descritto le loro canzoni come "eleganti e letalmente orecchiabili, ma anche giocose e ricche di sintetizzatori retrò e tocchi sperimentali". Scrivendo per il Korea Times, l'accademico e critico culturale David Tizzard ha affermato che molte canzoni delle NewJeans sono influenzate dal jungle e dalla drum and bass britanniche degli anni '90. In particolare, ha preso in considerazione il loro brano del 2024 Right Now, scrivendo: "non è jungle o drum and bass classica perché è più raffinato e rifugge i sample più grintosi. È orecchiabile: un elegante tormentone. Piuttosto che provenire dalla timoneria londinese di LTJ Bukem, il brano è più vicino a qualcosa di DJ Marky o al sottogenere Sambass".
La musica delle NewJeans è prodotta principalmente dai cantanti sudcoreani 250 e Park Jin-su (noti anche come FRNK), mentre i membri spesso partecipano alla scrittura dei testi. I membri hanno dichiarato di essersi ispirati al cinema e alla televisione, in particolare ai "drammi adolescenziali" come Ragazze a Beverly Hills (1995), Mean Girls (2004) e Pretty Princess (2001). La produttrice esecutiva Min Hee-jin seleziona tutte le canzoni delle NewJeans ed è responsabile del processo di registrazione. Riguardo all'EP di debutto del gruppo, Min ha detto che "voleva rompere la formula tacita del K-pop e realizzare un album con la musica che desiderava". A Min non piacevano "le parti acute, i rap goffi che apparivano all'improvviso e i metodi di canto che sembravano uniformi" e scelse di registrare senza voci guida, consentendo ai membri di sviluppare il proprio stile canoro. Pearce sosteneva che le frequenti collaborazioni delle NewJeans con alcuni produttori davano vita a una discografia coesa, con un'identità e un'estetica distinte.

## Altre attività

### Sponsorizzazioni

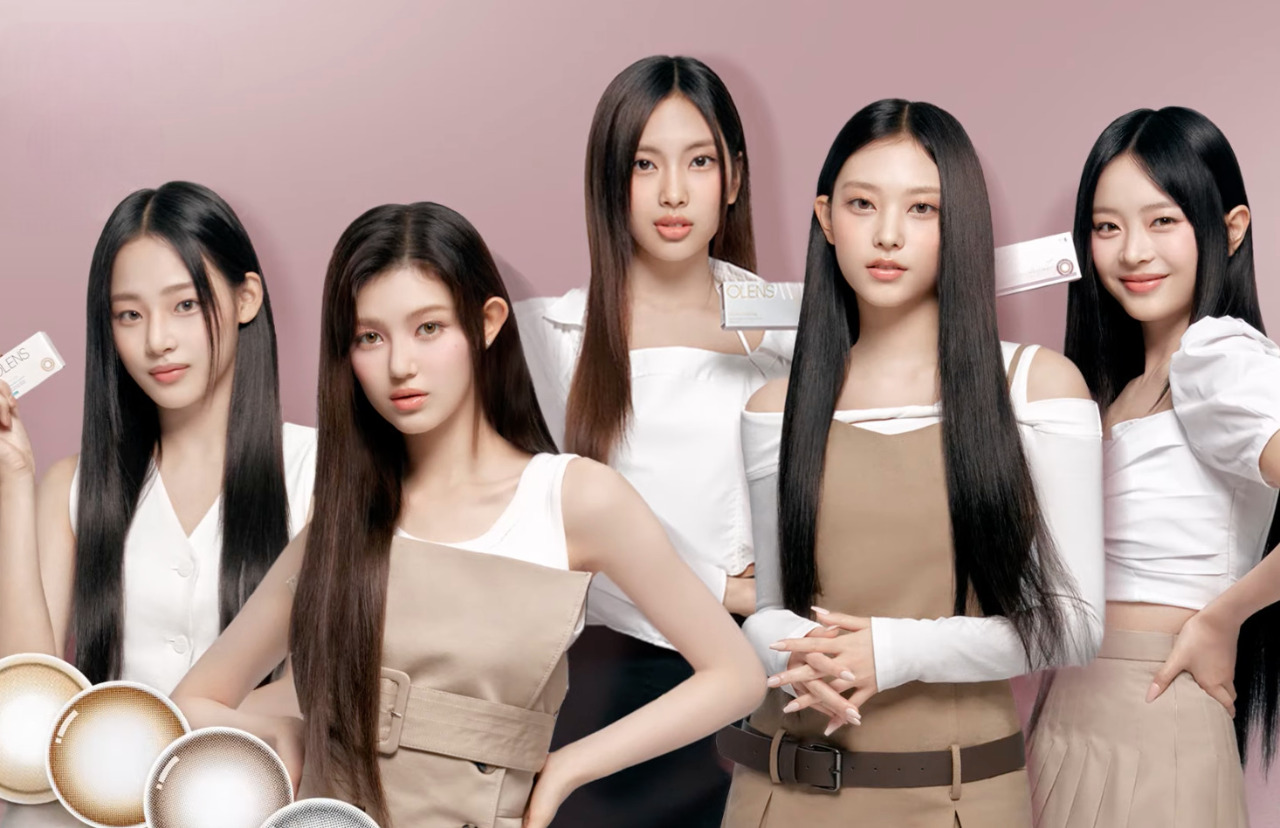
Le NewJeans in uno spot pubblicitario per Olens nel 2023

Nel settore pubblicitario, le NewJeans sono state paragonate a un'azienda blue chip per la sua popolarità e affidabilità; Tamar Herman, scrivendo per NME, le ha definite "uno dei modelli pubblicitari più richiesti" alla fine del 2023. Nell'aprile 2024, Forbes Korea ha riferito che il gruppo aveva guadagnato 30 miliardi di won in pubblicità nel corso di un solo anno. La loro popolarità è stata attribuita alla notevole influenza esercitata su diverse generazioni, in particolare sulla Generazione Z, sia in Corea del Sud che all'estero, spingendo marchi sudcoreani come Musinsa e Lotte Wellfood a nominare le NewJeans come ambasciatrici per guidare le campagne promozionali all'estero. In seguito alle campagne pubblicitarie, Musinsa ha raddoppiato le vendite nella categoria moda femminile e le vendite di pepero di Lotte sono aumentate del 17%. Le NewJeans sono inoltre divenuta ambasciatrici di Levi's, Calvin Klein, il marchio di lenti a contatto Olens, il marchio di gioielli Stonehenge e il marchio di occhiali Carin. Hanno svolto il ruolo di ambasciatrici globali per Coca-Cola Zero, LG Electronics, il quale ha pubblicizzato un computer portatile a loro dedicato, il marchio di biscotti Lotte e l'azienda alimentare Indofood. Nel corso della loro carriera, le NewJeans sono apparse anche in campagne promozionali locali e internazionali di SK Telecom, promuovendo l'iPhone 14 Pro e l'iPhone 15 Pro, Apple, Nike, OiOi, Shinhan Bank, Megastudy, Pinkfong, McDonald's Corea, Hyundai, Lotte, Kao e 109.
Le NewJeans hanno anche collaborato con istituzioni governative e culturali per promuovere la cultura e il turismo coreani. Nel febbraio 2023, NewJeans è diventata ambasciatrice delle pubbliche relazioni della città di Seul ed è stata nominata ambasciatrice onoraria per la Seoul Fashion Week. Nel marzo 2024 sono state nominate ambasciatrici dalla divisione doganale dell'aeroporto internazionale di Incheon. Nel maggio 2024, le NewJeans e il British Museum hanno collaborato alla registrazione di un'audioguida che illustra la mostra coreana del museo. Nel luglio 2024, le NewJeans sono state nominate ambasciatrici onorarie dal Ministero della Cultura, dello Sport e del Turismo e successivamente sono state protagoniste di una serie di spot pubblicitari per promuovere il turismo locale. Il gruppo ha collaborato anche con la Korea Craft and Design Foundation per promuovere l'hanji.
Le NewJeans hanno collaborato con diverse aziende per il lancio di prodotti cross-brand. I prodotti sono spesso disponibili nei pop-up store di Seul e in altri paesi per marchi internazionali. L'elenco dei partner include: il marchio di dessert Nudake, Musinsa e LG Electronics, McDonald's, Line Friends, Nike, disponibile esclusivamente presso il negozio Nike di Orchard Road a Singapore nel gennaio 2024, Krafton Inc., la quale ha rilasciato sul videogioco PUBG i personaggi giocabili dei membri del gruppo, Takashi Murakami e il designer giapponese Hiroshi Fujiwara.

### Filantropia
Nel dicembre 2022 è stato annunciato che le NewJeans e l'ADOR avrebbero donato annualmente parte dei profitti derivanti dalle vendite degli album del gruppo all'ente benefico Snail of Love per finanziare interventi chirurgici di impianto cocleare e trattamenti di logopedia per i non udenti. L'anno successivo, l'ADOR e le NewJeans si unirono al club Soul Leader dello Snail of Love, dopo aver donato un totale di oltre 99 milioni di won. Nel febbraio 2023, il gruppo e la propria agenzia hanno donato 200 milioni di won al Programma alimentare mondiale per aiutare le vittime del terremoto in Turchia e Siria. Nel maggio 2024, le NewJeans hanno donato tutti i proventi delle loro esibizioni in sette festival universitari alla Korea Scholarship Foundation. Nel dicembre 2024, i cinque membri hanno donato a proprio nome 100 milioni di won all'ente benefico per l'infanzia ChildFund Korea.

## Immagine pubblica e moda
Le NewJeans hanno influenzato le tendenze della moda e del trucco con il suo stile, sviluppato da Choi Yu-mi. Avendo già incontrato Min mentre lavorava con gli Shinee, Choi ha iniziato a collaborare con Min e le NewJeans nel 2020, pur non avendo mai curato lo styling di un gruppo femminile. Min ha dichiarato che voleva che l'immagine delle NewJeans fosse "cool, rilassata e sofisticata". Le NewJeans hanno debuttato con uno stile ispirato al Y2K, affermandosi come "simbolo" della rinascita della moda Y2K in Corea del Sud. Nei video musicali i membri indossavano abiti "drasticamente" diversi per confondere i fan, spingendoli a riguardare i video per identificare i membri. Per i capelli e il trucco, il gruppo ha collaborato con l'hair stylist Gi-hee e il truccatore Lee Nak-yeum, che hanno creato un look "naturale" distintivo per il gruppo. Azrin Tan ha sostenuto su Vogue Singapore che le NewJeans presentavano una "nuova estetica", caratterizzata da un trucco leggero e minimale e capelli neri lisci, che sfidava gli standard di bellezza dell'industria K-pop contemporanea con la sua semplicità. Allo stesso modo, Jon Caramanica osserva sul New York Times che: "La produzione è sensuale e sobria [...] Le NewJeans impiegano i suoi punti di riferimento contemporanei al servizio di un'idea retrò". Il loro stile ha contribuito a plasmare l'immagine da ragazza della porta accanto delle NewJeans, considerata da Tan un "netto allontanamento dall'estetica solitamente ad alto numero di ottani" dei gruppi K-pop contemporanei.
Le NewJeans si sono diversificate e hanno presentato una varietà di concetti nei video musicali pubblicati per Get Up, tra cui abiti ispirati al cheerleading e al balletto. Fin dal debutto, Choi ha incorporato nel suo stile elementi di diverse tendenze moderne, come gorpcore e blokecore, e di stilisti come Kiko Kostadinov, Martine Rose, Marine Serre e Hyein Seo. Edith Winslow di Vogue Australia ha descritto lo stile delle NewJeans come una combinazione di "pezzi audaci, designer contemporanei e la sicurezza di riuscire a portare a termine tutto questo". Il New York Times li ha inseriti tra le persone più eleganti del 2023. Nelle interviste, le NewJeans hanno affermato di amare l'esplorare stili diversi ed esprimere se stessi attraverso la moda. Anche lo stile personale dei membri è diventato influente: Julian Bartolome dell'Inquirer Super ha scritto che le ragazze si sono "affermate come icone di stile per adolescenti moderni". Tutti i membri hanno ricoperto il ruolo di ambasciatrici per marchi di moda e bellezza: Hanni per Gucci, Giorgio Armani e UGG, Hyein per Louis Vuitton, Danielle per Burberry, Yves Saint Laurent e Céline, Minji per Chanel e Haerin per Dior.

## Membri
- Minji (민지?) – voce (2022-2025)
- Hanni (하니?) – voce (2022-2025)
- Danielle (다니엘?) – voce (2022-2025)
- Haerin (해린?) – voce (2022-2025)
- Hyein (혜인?) – voce (2022-2025)

## Discografia

### EP
- 2022 – New Jeans
- 2023 – Get Up

### Album remix
- 2023 – NJWMX

### Album singoli
- 2023 – OMG
- 2024 – How Sweet

## Videografia
- 2022 – Attention
- 2022 – Hype Boy (Minji ver.)
- 2022 – Hype Boy (Hanni ver.)
- 2022 – Hype Boy (Danielle & Haerin ver.)
- 2022 – Hype Boy (Hyein ver.)
- 2022 – Hurt
- 2022 – Cookie
- 2022 – Ditto (Side A)
- 2022 – Ditto (Side B)
- 2022 – Hurt (250 Remix)
- 2023 – OMG
- 2023 – Zero
- 2023 – New Jeans
- 2023 – Super Shy
- 2023 – Cool With You (Side A)
- 2023 – Cool With You & Get Up (Side B)
- 2023 – ETA
- 2023 – ASAP
- 2024 – Bubble Gum
- 2024 – How Sweet
- 2024 – Right Now
- 2024 – Supernatural (Part.1)
- 2024 – Supernatural (Part.2)

## Filmografia
- NewJeans Code in Busan (2022)[211]

## Riconoscimenti
- Asia Artist Awards
  - 2022 – Daesang performance dell'anno[212]
  - 2022 – Principianti dell'anno musica[212]
  - 2022 – Candidatura premio popolarità per le cantanti donne[213]
  - 2022 – Candidatura premio popolarità Idolplus musica[214]
  - 2023 – Premio celebrità Asia[215]
  - 2023 – Premio migliore scelta[215]
  - 2023 – Premio favoloso[215]
  - 2023 – Premio hot trend[215]
  - 2023 – Premio cantanti dell'anno[215]
  - 2023 – Premio canzone dell'anno per Ditto[215]
  - 2023 – Candidatura premio popolarità per le cantanti donne[216]
- Billboard Music Award
  - 2023 – Premio artista K-Pop top globale[217]
  - 2023 – Candidatura premio Billboard artista globale (escluso gli Stati Uniti)[217]
  - 2023 – Candidatura premio album K-pop globale per Get Up[217]
  - 2023 – Candidatura premio canzone K-pop globale per Ditto e OMG[217]
- Circle Chart Music Awards
  - 2023 – Premio nuovi artista digitale per Attention[218]
  - 2024 – Premio artista dell'anno digitale per Ditto[219]
  - 2024 – Premio artista dell'anno streaming globale per Super Shy[219]
  - 2024 – Premio artista dell'anno ascoltatori unici nello streaming per Ditto[219]
  - 2024 – Premio Venditore stabile di musica dell'anno per Hype Boy[219]
- Billboard Women in Music Award
  - 2024 – Premio gruppo dell'anno[220]
- Golden Disc Awards
  - 2023 – Bonsang canzone digitale per Attention[221]
  - 2023 – Premio artista principiante dell'anno[221]
  - 2024 – Bonsang canzone digitale per Ditto[222]
  - 2024 – Daesang digitale per Ditto[222]
- Hanteo Music Awards
  - 2023 – Principianti dell'anno[223]
  - 2024 – Artista dell'anno (Bonsang)[224]
- iHeartRadio Music Awards
  - 2024 – Migliore nuovo artista K-Pop[225]
  - 2024 – Migliore canzone K-Pop per Super Shy[226]
- Japan Record Awards
  - 2023 – Premio lavoro eccellente (canzoni dell'anno) per Ditto[227]
  - 2023 – Premio risultato speciale[227]
  - 2023 – Candidatura gran premio per Ditto[227]
- K Global Heart Dream Awards
  - 2024 – Premio migliore musica K Global[228]
- Korean Music Awards
  - 2023 – Premio miglior album K-Pop per NewJeans[229]
  - 2023 – Premio migliore canzone per Attention[229]
  - 2023 – Premio artista principiante[229]
  - 2023 – Candidatura premio album dell'anno[230]
  - 2023 – Candidatura musicista dell'anno[230]
  - 2023 – Candidatura canzone dell'anno per Attention[230]
- MAMA Award
  - 2022 – Candidatura artista dell'anno[231]
  - 2022 – Candidatura premio migliore performance di danza gruppo femminile per Attention[231]
  - 2022 – Candidatura premio migliore gruppo femminile[231]
  - 2022 – Candidatura premio canzone dell'anno per Attention[231]
  - 2022 – Candidatura premio top 10 scelta dei fan globali[231]
  - 2023 – Premio artista dell'anno[232]
  - 2023 – Premio canzone dell'anno per Ditto[232]
  - 2023 – Premio miglior gruppo femminile[232]
  - 2023 – Premio migliore performance di danza gruppo femminile per Ditto[232]
  - 2023 – Candidatura premio album dell'anno[232]
  - 2023 – Candidatura premio top 10 scelta dei fan globali[232]
- Melon Music Award
  - 2022 – Premio migliori 10 artisti[233]
  - 2022 – Premio miglior nuovo artista[233]
  - 2022 – Candidatura premio album dell'anno per New Jeans[233]
  - 2022 – Candidatura premio artista dell'anno[233]
  - 2022 – Candidatura premio miglior gruppo femminile[233]
  - 2023 – Premio artista dell'anno[234]
  - 2023 – Premio canzone dell'anno per Ditto[234]
  - 2023 – Premio miglior gruppo femminile[234]
  - 2023 – Premio top 10 Artists[234]
  - 2023 – Premio millions Top 10 Albums per Get Up[234]
  - 2023 – Premio album dell'anno per Get Up[234]
  - 2023 – Candidatura premio star preferita Kakao[234]
- MTV Europe Music Awards
  - 2023 – Candidatura premio miglior gruppo[235]
  - 2023 – Candidatura premio miglior K-Pop[235]
- MTV Video Music Awards
  - 2023 – Candidatura premio miglior gruppo dell'anno[236]
- MTV Video Music Awards Japan
  - 2023 – Premio migliore buzz[237]
- Seoul Music Award
  - 2023 – Premio principiante dell'anno[238]
  - 2023 – Candidatura premio popolarità[239]
  - 2023 – Candidatura premio Hallyu Special[239]
  - 2024 – Premio Bonsang[240]
  - 2024 – Premio migliore canzone[240]